# Kamuti Jenő
Kamuti Jenő, néha hibásan Kamuthy (Budapest, 1937. szeptember 17. –) a Nemzet Sportolója címmel kitüntetett, világbajnok, kétszeres olimpiai ezüstérmes magyar vívó, orvos, sportvezető, a Nemzetközi Fair-Play Bizottság elnöke, Kamuti László világbajnoki ezüstérmes tőrvívó bátyja.

## Sportpályafutása
1950-től a Budapesti Lokomotív, 1957-től a BVSC (Budapesti Vasutas Sport Club) vívója volt. Tőrvívásban és párbajtőrvívásban egyaránt versenyzett, 1957-től 1976-ig mindkét fegyvernemben, összesen százhatvanszor szerepelt a magyar válogatottban. Az 1957. évi párizsi világbajnokságon tagja volt a Czvikovszky Ferenc, Fülöp Mihály, Gyuricza József, Kamuti Jenő, Tilli Endre összeállítású, világbajnoki címet nyert magyar tőrcsapatnak. 1960 és 1976 között öt olimpián vett részt. Egyéni tőrvívásban elért két ezüstérme mellett még négy alkalommal ért el olimpiai pontszerző helyezést. Visszavonulása után, 1977-ben megkapta az UNESCO Fair Play-díját. 2012-ben beválasztották a Halhatatlan Magyar Sportolók Egyesületébe. 2017. június 28-án választották a Nemzet Sportolójává Földi Imre helyére.

### Sporteredményei
- tőrvívásban
  - kétszeres olimpiai 2. helyezett (egyéni: 1968, 1972)
  - kétszeres olimpiai 4. helyezett (csapat: 1960, 1972)
  - kétszeres olimpiai 5. helyezett (egyéni: 1964; csapat: 1968)
  - világbajnok (csapat: 1957)
  - hatszoros világbajnoki 2. helyezett (egyéni: 1961, 1967; csapat: 1961, 1962, 1966, 1970)
  - világbajnoki 3. helyezett (egyéni: 1973; csapat: 1959)
  - ötszörös Universiade-győztes (egyéni: 1959, 1961, 1963, 1965; csapat: 1961)
  - kétszeres Universiade 2. helyezett (csapat: 1959, 1963)
  - hatszoros magyar bajnok
- párbajtőrvívásban
  - Universiade 2. helyezett (csapat: 1963)
  - kétszeres magyar bajnok

## Sportvezetői pályafutása
1989 és 1998 között a Magyar Vívószövetség elnöke és a Magyar Olimpiai Bizottság vezetőségi tagja. Közben 1992-től 1996-ig a Nemzetközi Vívószövetség (FIE) főtitkára. 1973-tól a FIE Orvosi Bizottságának tagja, 1996-tól húsz éven át az elnöke. 1996-tól az Európai Vívószövetség elnöke, a Nemzetközi Olimpiai Bizottság Orvosi Bizottságának tagja. 2006-tól a MOB főtitkára. 2013 novemberétől a FIE örökös tiszteletbeli tagja lett. 2014-ben, majd 2016-ban a Magyar Vívószövetség általános alelnökének választották.

## Orvosi pályafutása

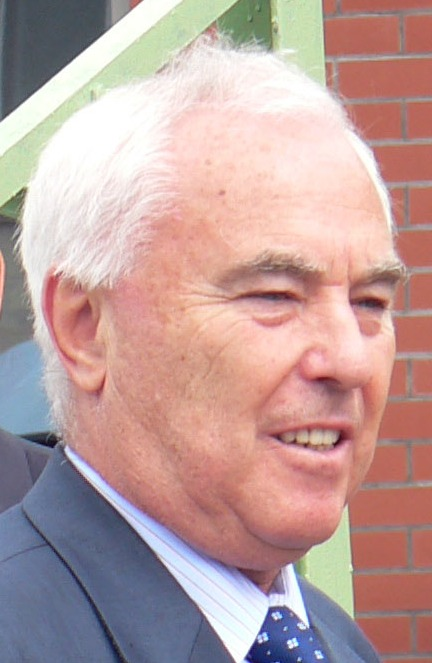
Kamuti Jenő 2008-ban

1963-ban a Budapesti Orvostudományi Egyetemen orvosi diplomát szerzett. 1967-ben sebész szakorvosi vizsgát tett. A Semmelweis Kórház orvosa, majd a MÁV Kórház és Rendelőintézet osztályvezető sebész főorvosa, 1996-tól 2001-ig kórházigazgató főorvosa volt.

## Díjai, elismerései
- UNESCO Fair Play-díj (1977)[10]
- Budapestért díj (2014)[11]
- A Magyar Érdemrend lovagkeresztje (2003)
- A Nemzetközi Vívószövetség hírességek csarnokának tagja (2014)[12]
- Csik Ferenc-díj (2015)[13]
- A Magyar Érdemrend tisztikeresztje (2015)
- A Nemzet Sportolója (2017)[4]
- Magyar Örökség díj (2018)
- Primo Nebiolo Medal (2019)[14]
- Prima díj (2019)[3]
- Laurel-díj (2021)[15]